# Place de la Cathédrale (La Havane)

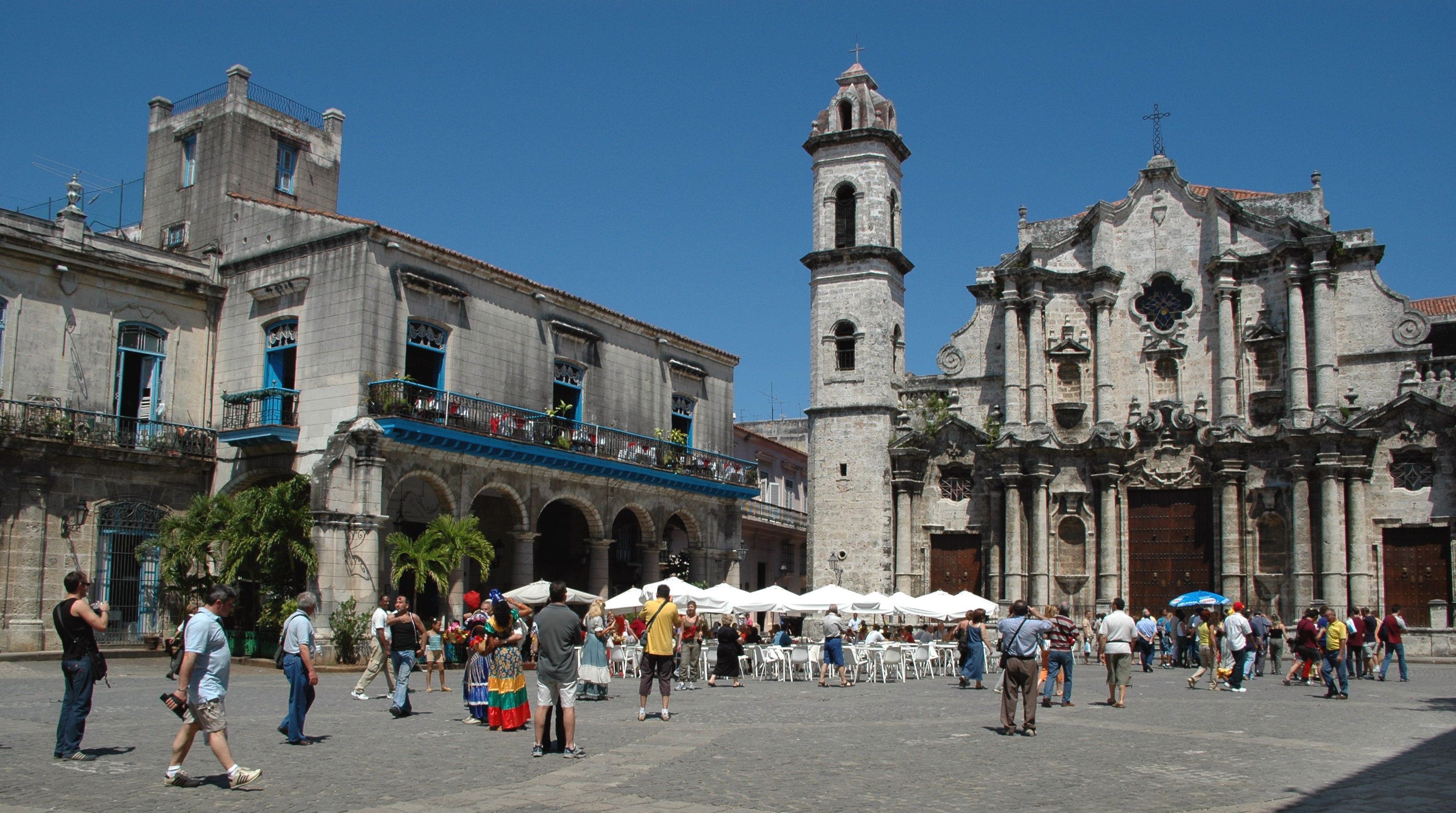
Place de la Cathédrale.

La Place de la Cathédrale (Plaza de la Catedral) est une des cinq places principales de la Vieille Havane.

## Présentation
À l'origine un marécage, le terrain a été plus tard drainé et utilisé comme un chantier naval. C'est une place fermée, dominée par la cathédrale de La Havane, dans un décor intact du 18.